# نانوک لئوپولد
نانوک لئوپولد (به انگلیسی:Nanouk Leopold) زاده ۲۵ ژوئیه ۱۹۶۸ یک فیلمساز هلندی است. او در سال ۱۹۹۷ از مدرسه فیلم هلند فارغ‌التحصیل شد و شروع به ساخت فیلم برای تلویزیون هلند کرد.
در سال ۲۰۰۱، او اولین فیلم بلند خود را به عنوان بخشی از پروژه «قهرمانی دیگر نیست» منتشر کرد؛ که شامل اولین فیلم بلند کارگردانان مارتین کولهون و میشل ون یارسولد نیز بود. او بخاطر فیلم «جزایر شناور» موفق به کسب جایزه بَبر از جشنواره فیلم روتردام گردید.
ایشان در سال ۲۰۰۵ و با ساخت فیلم «لباس بافته پشمی»، دو جایزه را در جشنواره فیلم هلند به دست آورد؛ او همچنین برای «دو هفته با کارگردانان» در جشنواره فیلم کن انتخاب شد. پس از آن، او در سال ۲۰۰۷ «ولفسبرگن» را کارگردانی کرد که برای اولین بار در جشنواره بین‌المللی فیلم برلین نمایش داده شد، و همچنین فیلم بعدی او حرکت براونی، اولین فیلم انگلیسی وی بود؛ که موفق به کسب جایزه گلدن کاف بهترین کارگردانی گردید. اولین فیلم اقتباسی نانوک لئوپولد بر اساس رمان، «طبقه بالا ساکت است» اثر گربراند باکر و به همین نام در سال ۲۰۱۳ و در شصت و سومین جشنواره بین‌المللی فیلم برلین به نمایش درآمد. آخرین ساخته این کارگردان «آن را امتحان کنید» در سال ۲۰۱۸ منتشر شد.

## فیلم‌شناسی
۲۰۰۱ - جزایر شناور
۲۰۰۵ - لباس بافته پشمی
۲۰۰۷ - ولفسبرگن
۲۰۱۰ - حرکت براونی
۲۰۱۳ - طبقه بالا ساکت است
۲۰۱۸ - آن را امتحان کنید